# Frederic de Santcliment
Frederic de Santcliment i d’Hostalric-Sabastida (Barcellona, 1488 – Barcellona, 1532) è stato un nobile e politico spagnolo.

## Biografia

### Origini familiari
Frederic de Santcliment i d’Hostalric-Sabastida era membro di una famiglia patrizia barcellonese: era figlio di Guillem de Santcliment i Janer, cavaliere e ciutadà honrat di Barcellona, già governatore di Minorca dal 1487, e di sua moglie Joana d’Hostalric-Sabastida i Lull. Suoi nonni materni furono Joan d’Hostalric i Sabastida, viceammiraglio del Principato di Catalogna e veguer di Barcellona, e Caterina Lull i Gualbes, discendente di Ramon Llull. Suo zio materno, il nobile Joan d’Hostalric-Sabastida i Llull fu governatore del Palazzo Reale di Palermo nel 1510 e governatore della Cerdagna e del Rossiglione dal 1512 al 1520. Tra i suoi fratelli è degno di nota il nobile Joan de Santcliment i d’Hostalric-Sabastida, noto anche come Joan de Requesens, morto verso il 1539, castellano della fortezza di Salses e padre di Guillem Ramon de Santcliment i de Centelles.
Suo padre Guillem aveva interessi rispetto al debito pubblico della universidad di Minorca, essendo creditore di quest'ultima. Suo fratello Joan de Santcliment appare citato in diversi processi come procuratore legale dei creditori, residenti a Barcellona, delle rendite reali di Minorca: non sorprende quindi che egli fosse uno dei maggiori creditori delle rendite reali minorchine e che suo padre lo fosse stato prima di lui. E questo potrebbe essere il vero motivo dell'interesse della famiglia Santcliment a occupare la carica di governatore di Minorca: cautelare i propri investimenti. Joan de Santcliment occupò anche una carica militare di grande importanza: fu castellano della fortezza di Salses. Quella dei Santcliment era quindi una famiglia influente a corte, cosa che permise ai suoi membri di occupare alte cariche politiche e militari.

### Carriera politica

#### I primi anni come governatore di Minorca
La carriera politica di Frederic de Santcliment inizia il 26 agosto 1506 quando, diciottenne, eredita dal padre la carica di governatore di Minorca, e viene nominato formalmente tale da Ferdinando il Cattolico. Questa carica l'avrebbe esercitata in un primo momento attraverso il procuratore o reggente Francesc Esplugues, ossia dal 1506 al 1513 quando, venticinquenne, avrebbe conseguito la maggiore età e sarebbe potuto essere legalmente investito del governo dell'isola. Ma non si aspettò che passassero i restanti sette anni prima che il Santcliment compisse il venticinquesimo anno e, il 17 maggio 1510, fu ordinato a Joan d'Eimeric i Saplana, luogotenente generale del regno di Maiorca, che pagasse a Francesc Esplugues quanto gli si doveva come salario per i tre anni, due mesi e ventiquattro giorni che era rimasto in carica. Pertanto Frederic aveva ventun anni nel momento in cui occupò de facto la carica. 
Nonostante la giovane età, il suo comportamento non fu mai caratterizzato da una mancanza di responsabilità, anzi, al contrario, il Santcliment dimostrò fin da subito una particolare predisposizione al governo della universidad minorchina, cosa che giustificò il fatto che abbia conservato la carica per molti anni e che gli siano stati affidati anche incarichi di maggiore responsabilità, anche se ad interim, come quello di luogotenente generale del Regno di Maiorca in sostituzione di Miguel de Gurrea i Cerdan. 
All'inizio del regno di Carlo I di Spagna, Frederic era governatore di Minorca e venne ricompensato con mille ducati d'oro per il suo comportamento leale durante l'epoca difficile durante la quale Maiorca fu coinvolta nelle Germanies. 

#### I preparativi del colpo di stato contro Miguel de Gurrea
All'inizio del 1517, approfittando dell'attività contro il Gurrea a corte da parte dei suoi nemici in Aragona, in particolare del segretario Ugo de Urríes, i suoi avversari a Maiorca tentarono di effettuare un colpo di stato che avrebbe portato alla sua destituzione e la successiva nomina del governatore di Minorca, Frederic de Santcliment, che si era trasferito appositamente a Maiorca. Questa operazione non fu accettata da una parte della classe politica maiorchina e, nonostante Gurrea fosse de iure al potere, Maiorca rimase politicamente divisa tra i suoi sostenitori e i suoi avversari.

#### Gli anni come luogotenente generalead interimdi Maiorca
Sappiamo, da una lettera del 7 marzo 1517 che il baile, il veguer, i jurados e il Gran i General Consell di Maiorca indirizzarono al re, che venerdì 27 febbraio 1517 Joan Burgues, luogotenente del fratello Francesc Burgues, procuratore reale del Regno di Maiorca, aveva consegnato loro una lettera del sovrano indirizzata a loro e al consiglio cittadino maiorchino, il quale, di conseguenza, era stato convocato. Una volta riuniti i membri e iniziato il consiglio, i síndicos chiesero che si riunisse il Gran i General Consell, dato che quanto comunicato in quella lettera si riferiva all'intero Regno di Maiorca. Questa proposta venne messa ai voti e, poiché non venne raggiunta la maggioranza richiesta, venne trasmessa, secondo la consueta procedura, al reggente della cancelleria, il quale, visti i voti e il parere di ciascuno, decise che dovesse essere convocato il Gran i General Consell, alla cui presenza la lettera reale doveva essere aperta. Quando le lettere di convocazione furono inviate ai consiglieri arrivò la notizia che Joan Burgues aveva fatto venire a Maiorca Frederic de Santcliment, il quale si trovava già ad Alcúdia, perché il Gurrea era stato sospeso dal re. 
Il Santcliment, prima di raggiungere la città, scrisse loro una lettera per avvisarli che voleva entrarvi nel pomeriggio di lunedì. Il baile, il veguer e i jurados risposero che la lettera reale non era stata loro ancora trasmessa, che quindi non ne conoscevano il contenuto e che ne sarebbero venuti a conoscenza solo giovedì 6 marzo, giorno in cui si sarebbe tenuto il consiglio generale e sarebbe stata aperta la suddetta lettera, alla quale in ogni caso si impegnavano a obbedire. Pregarono quindi il Santcliment di aspettare fino ad allora. A ciò il Santcliment rispose inviando loro il provvedimento dettato dal re in cui gli ordinava di recarsi a Maiorca per governare l'isola al posto di Miguel de Gurrea, esortandoli ad ubbidire agli ordini del sovrano. 
Una volta riunito il Gran i General Consell si formarono due schieramenti: alcuni richiedevano che gli ordini reali fossero eseguiti senza sapere se gli atti di cui era accusato Miguel de Gurrea fossero veri o meno; altri credevano che si sarebbe dovuto consultare il re e informarlo di tutte le azioni prima di procedere.
Allo stesso tempo, il luogotenente Gurrea inviò loro una lettera informandoli di aver adempiuto agli incarichi conferitigli dal re, scrivendo ai suoi procuratori in Aragona affinché firmassero un impegno con Ugo de Urríes, segretario del re, riguardo alle loro divergenze, come aveva ordinato il sovrano nelle sue lettere del 30 e 31 ottobre 1516, e mostrando loro le lettere reali con le rispettive risposte, e anche una lettera del vicecancelliere del 24 gennaio 1517, in cui gli si comunicava che, poiché non aveva avuto sue notizie circa il compromesso che doveva rispettare, e avendo saputo alcune cose fatte dal detto Gurrea in Aragona, si era adirato con lui e gli aveva scritto con un certo rigore, esortandolo a conferire poteri al tesoriere del re affinché firmasse tale compromesso o lo inviasse da Maiorca già firmato. 
Per tutto questo, Frederic de Santcliment fu invitato a presentarsi davanti al consiglio generale, dove ripeté ciò che aveva già detto, e a Miguel de Gurrea che affermò di aver adempiuto ai comandi reali. La maggioranza del consiglio generale stabilì che fossero eletti quattro giuristi (il reggente della cancelleria, il procuratore fiscale del regno e due avvocati della universidad) per dare il loro parere. Questi consigliarono che prima di tutto il luogotenente firmasse una lettera in cui sanciva una tregua per lui, i suoi amici, parenti e simpatizzanti con Ugo de Urríes e i suoi parenti, amici e simpatizzanti entro un termine di ventiquattro ore, affinché in Aragona non venisse commesso alcun atto contro i suoi avversari e quindi che rispondesse al vicecancelliere, mettendo in esecuzione quanto scritto in quella lettera poiché il re governava il Regno d'Aragona col consiglio del detto vicecancelliere. Consigliarono inoltre di consultare il re una volta completato quanto sopra.
Sappiamo che il governatore di Minorca Frederic de Santcliment rimase a Maiorca per diversi mesi in sostituzione di don Miguel de Gurrea, poiché il 6 dicembre 1519 il re ordinò ai maestri razionali della sua casa e della sua corte che, esaminati i conti di don Francisco Burgues, procuratore reale di Maiorca, considerassero come spese i 200 ducati che lui o suo fratello consegnarono a Frederic de Santcliment per i costi del viaggio, della permanenza di diversi mesi sull'isola e per il ritorno a Minorca con tutta la sua famiglia in quell'occasione, nonché i 35 ducati che spese per mandare a chiamare il detto Santcliment e per nolo d'un brigantino mandato a Valencia per notificare al re l'adempimento dei suoi ordini. Durante l'assenza del Santcliment da Minorca lo sostituì come governatore Joan de Cardona i Roccabertí.

#### Il ritorno a Minorca e la morte
L'ultima volta che Frederic de Santcliment fu documentato come governatore di Minorca risale al 7 ottobre 1532. Morì prima del 12 dicembre 1532 poiché, con quella data, conserviamo una lettera dell'imperatore Carlo V a cavalier Figuerola, suo ambasciatore a Genova, informandolo che Joan de Santicliment, castellano della fortezza di Salses, gli comunicava la morte del fratello. 
Il sostituto di Frederic de Sancliment fu Galceran Oliver, governatore morto nella spedizione di soccorso che partì da Ciutadella diretta a Mahón, quando venne circondata e saccheggiata dal pirata Barbarossa nel 1535. 